# Australian Open 2009 - Quad doppio
Nicholas Taylor e David Wagner hanno battuto in finale Johan Andersson e Peter Norfolk con il punteggio di 6–2, 6–3.

## Tabellone

### Legenda
| - Q = Qualificato - WC = Wild card - LL = Lucky loser | - ALT = Alternate - SE = Special Exempt - PR = Protected Ranking | - w/o = Walkover - r = Ritirato - d = Squalificato |

### Fase finale
|  | Semifinali | Semifinali | Semifinali | Semifinali | Semifinali |  |  | Finale                        | Finale                        | Finale                        | Finale | Finale |  |
|  |            |            |            |            |            |  |  |                               |                               |                               |        |        |  |
|  |            |            |            |            |            |  |  |                               |                               |                               |        |        |  |
|  |            |            |            |            |            |  |  | Nicholas Taylor David Wagner  | Nicholas Taylor David Wagner  | Nicholas Taylor David Wagner  | 6      | 6      |  |
|  |            |            |            |            |            |  |  | Johan Andersson Peter Norfolk | Johan Andersson Peter Norfolk | Johan Andersson Peter Norfolk | 2      | 3      |  |
|  |            |            |            |            |            |  |  |                               |                               |                               |        |        |  |